# SC-281
SC-281 é uma rodovia brasileira do estado de Santa Catarina. Começa no município de São José (entroncamento com a BR-101), passa por São Pedro de Alcântara e Angelina. Esse trecho era chamado de SC-407 até o renomeamento das rodovias catarinenses em 2013. Ela segue em Leoberto Leal, passando por Imbuia, Ituporanga, Ponte Alta, indo até Atalanta.
Essa rodovia que tem maior parte do seu trecho pavimentada com paralelepípedos e muitos buracos. A comunidade aguarda pavimentação asfáltica há 30 anos, sendo que o secretário de desenvolvimento regional da Grande Florianópolis, Valter Galina, prometeu início das obras em fevereiro de 2010, reforçando que a mesma estaria pronta ainda em 2010. Os 11,3 milhões de reais que já foram entregues às autoridades para início e conclusão das obras na rodovia simplesmente não existem mais. A SC-281 continua, na maior parte dos trechos, totalmente esburacada e sem asfalto.
Hoje (2016) a SC-281 é asfaltada desde a BR-101 até São Pedro de Alcântara e estão sendo feitas obras do Contorno Viário da Grande Florianópolis aproximadamente no km 7 da rodovia, onde foi feito um desvio onde você tem a opção de ir para o Forquilhas ou seguir para a rodovia rumo a Colônia Santana.
Em 2016 foi concluído o projeto de pavimentação asfáltica do trecho entre Ituporanga e Atalanta.
Em 30 de Agosto de 2022 foi assinada a ordem de serviço para a pavimentação.